# Valentín Vergara
Valentín Vergara (Diamante, provincia de Entre Ríos 14 de febrero de 1879 - íd., 22 de septiembre de 1930). Fue un político argentino, gobernador de la Provincia de Buenos Aires, periodo 1926 -1930.

## Biografía
Valentín Vergara nació en Diamante, Provincia de Entre Ríos en el año 1879, pertenecía a una familia de inmigrantes navarros de escasos recursos económicos, en un hogar humilde y con grandes dificultades, como toda familia que por aquellos tiempos sufría importantes carencias de índole económico.
Desarrolló su niñez en la provincia de Entre Ríos, realizando sus primeros estudios en la ciudad de Concepción del Uruguay, donde los culminó con el título de bachiller en el Colegio del Uruguay que fundara, años antes, el general Justo José de Urquiza. Con el título secundario, se trasladó a Buenos Aires, donde ingresó a la Facultad de Ciencias Jurídicas y Sociales de la Universidad de Buenos Aires, allí estudió y obtuvo el título de abogado, primero, y el de Doctor en Jurisprudencia, en el año 1904. Su tesis doctoral se basó en el tema de la posesión hereditaria.

## Vida política
Desde su juventud fue militante de la Unión Cívica Radical, y ya desde esa primera época, comenzó a adquirir notoriedad   dentro Unión Cívica Radical desde su nacimiento. Participó en la revolución de 1905 contra el gobierno de Manuel Quintana, del cual, participando en los enfrentamientos, salvó su vida de manera providencial. Su a los 26 años, tomara parte de esta gesta revolucionaria que la Unión Cívica Radical, comandada por Hipólito Yrigoyen llevó adelante en 1905. Terminados sus estudios universitarios, se radicó en la ciudad bonaerense de Bahía Blanca junto a su hermano José María, también abogado, ambos habían sido contratados por Ferrocarriles del Sud y Valentín, no tardó en convertirse en una de las populares figuras del radicalismo de la zona.
Contrajo matrimonio con Aurora González, con quien compartiría el resto de su vida, una mujer que lo acompañó y apuntaló en todo momento con respecto a su actividad política y pública.
Fue en Bahía Blanca donde se rodeó de un gran prestigio profesional y afecto popular, siempre arraigado dentro de la U.C.R. al Yrigoyenismo, comenzó su accionar público primero, desde un escaño del Consejo Deliberante, luego ocupando el cargo de Intendente Municipal. Sus obras más importantes como Intendente de Bahía Blanca cuentan de: El Teatro Municipal, pavimentación de los caminos al cementerio, al puerto Ingeniero White y al matadero municipal, convirtió el “cementerio viejo” en la actual plaza Pellegrini. Terminada su gestión al frente del gobierno municipal, Vergara se dedicó de lleno a transitar la vida partidaria, llegando a ocupar por primera vez una banca en la Cámara de Diputados de la Nación, para la que fue elegido en los comicios del 3 de marzo de 1918, hasta 1922. Fue elegido con motivo del triunfo radical en las elecciones legislativas de 1918, con el 59% de los sufragios, contra el 35% del partido conservador. Su tarea legislativa tuvo como uno de sus objetivos centrales, luchar contra el centralismo ejercido por la ciudad de Buenos Aires en el país. Además, en 1919, presentó el proyecto de ley de Obras de saneamiento para la ciudad de Bahía Blanca; en el período legislativo de 1920, fue autor del proyecto de ley de construcción de un edificio para la Escuela Normalista de Bahía Blanca; otro, en igual sentido, para la construcción de un edificio destinado a la Escuela Normal Mixta de Olavarría; y otro, para la construcción de un edificio destinado a la Escuela Normal de Las Flores. En ese mismo año suscribió los proyectos sobre construcción de un pabellón de infecciosos en el Hospital San José de Bahía Blanca y otro de construcción de los cuarteles de Azul. Durante el año 1921 presentó el proyecto de ley para construir un ferrocarril desde San Luis hasta Bahía Blanca, que tenía por objeto generar un polo de salida para las mercaderías de la zona de Cuyo. [cita requerida]
Este trabajo parlamentario se vio acompañado de importantes participaciones en el recinto donde Vergara defendió, siempre, los principios de la Unión Cívica Radical. De una oratoria ejemplar fue siempre la vos del radicalismo en el congreso, una de sus intervenciones con respecto al centralismo dice: “soy un convencido de que solamente con el engrandecimiento moral y material de las ciudades con vida propia y situadas a gran distancia de la Capital Federal, se conseguirá en el futuro realizar la aspiración nacional de descentralizar esta gran urbe que absorbe toda la República por la falta de aliciente, estímulo y atractivos de que se resienten la mayoría de los centros y ciudades del interior”.Vergara trató de resolver los problemas fiscales aplicando una reducción de los gastos, pero estas medidas fueron pocas y de poca importancia. 
Sabía que no podía hacer reducciones drásticas que estabilizaran el presupuesto pues le quitaría el respaldo político alcanzado. La decisión que tomó fue, entonces, la de pedir un préstamo para cubrir el déficit de ese año e impulsar el revalúo fiscal, aprobado en el último tramo de la gestión de Cantilo. Su principal aporte fue la provincialización del mercado de Abastos, que generaría conflictos por su control entre diferentes facciones del radicalismo provincial con acusaciones cruzadas de desfalco de dinero. El 2 de agosto declaró la quiebra del Banco de la Provincia debido a 13 millones de pesos en títulos de deuda interna que no fueron abonados.
En 1922, encabezó la Lista de Candidatos a Diputados Nacionales en las elecciones llevadas a cabo el 2 de abril de ese año, y en las que la lista de la Unión Cívica Radical, encabezada por el doctor Vergara, obtuvo 114.504 votos (60,6%) contra 61.795 (32,7%) del Partido Conservador, obteniendo así la reelección. En este segundo mandato, fue nombrado presidente de la comisión de asuntos constitucionales, presidente del bloque de diputados radicales y vicepresidente de la Cámara. De ese segundo mandato legislativo es importante rescatar sus proyectos de ley sobre Jubilaciones y Pensiones para el personal de empresas periodísticas y sociedades anónimas; el de modificación de la ley sobre el ejercicio de la procuración; el de intervención federal a las provincias de Mendoza y San Juan; y el de construcción de un edificio para la Facultad de Ciencias Exactas, Físicas y Naturales.[cita requerida]
En 1924, al producirse la división de la UCR en dos partidos, yrigoyenista y anti-personalista, Vergara formó parte del primero de los bloques.

## Gobernador de Buenos Aires
El 31 de octubre de 1925 la Convención Provincial de la Unión Cívica Radical aprobó la Fórmula Vergara-Ortúzar para las elecciones a Gobernador que se iban a desarrollar en diciembre de 1925. En las elecciones provinciales de Buenos Aires de 1925, el binomio radical se impuso con 109.110 votos, por sobre el binomio socialista integrado por Repetto-Lemos quienes obtuvieron 25.239 sufragios, mientras que el Partido Conservador no presentó candidatos, anunciando la abstención. 
Fueron palabras de Vergara en aquella ocasión: “Pertenezco a un partido que se ha debatido en toda la República por el imperio del sufragio libre, los escrutinios puros, y la honradez dentro de la administración, y sería indigno de él y de su confianza, si dominado por un torpe sensualismo hiciera sentir la influencia oficial para contrariar la voluntad popular.”
Valentín Vergara asumió la gobernación de la provincia de Buenos Aires el 1 de mayo de 1926, su compañero de fórmula como vicegobernador fue Victoriano de Ortúzar, fueron sus ministros: Ministro de Gobierno, doctor Obdulio Siri. Hacienda, señor Francisco Ratto. O. Públicas, ingeniero Ernesto C. Boatti.
Al asumir, anunció que proseguiría el vasto plan de obras de su antecesor, José Luis Cantilo, que fomentaría el esfuerzo de los hombres que enriquecían la provincia con su labor agrícola y ganadera; que daría impulso a las industrias y propendería a la radicación de otras nuevas[cita requerida]
Todo el gobierno de Vergara tuvo como telón de fondo el problema de la división del radicalismo, la amenaza permanente de la intervención federal y una complicada situación financiera para el distrito que arrojaba un déficit para el período de 17 millones de pesos y obligaciones a mediano plazo que superaban los 60 millones. Vergara trató de resolver los problemas fiscales aplicando una reducción de los gastos. Sabía que no podía hacer reducciones drásticas que estabilizaran el presupuesto. La decisión que tomó fue, la de pedir un préstamo para cubrir el déficit de ese año e impulsar el revalúo fiscal, aprobado en el último tramo de la gestión de Cantilo, para que se pudiera comenzar a cobrar en el ejercicio siguiente, de modo de sincerar el sistema tributario provincial y de ese modo generar un flujo mayor de recursos genuinos.
Así como la intervención federal fue un tema que sobrevoló todo su mandato, también lo fue la cuestión de los juegos de azar. Para ambos casos, se puede afirmar que fueron cuestiones utilizadas por los "antipersonalistas" en pos de debilitar la candidatura del doctor Yrigoyen. En el conflicto de los juegos de azar, ideológicamente acompañados por los socialistas.
Al margen de estas cuestiones, Vergara logró equilibrar las finanzas de la Provincia de Buenos Aires y además generó grandes obras de infraestructura que posibilitaron el crecimiento de la zona como podemos destacar: los Caminos que unían las ciudades de Morón con Luján, y Avellaneda con Quilmes, pavimentación en Mar del Plata, Ayacucho, San Isidro, Pehuajó y Zárate. Obras sanitarias en Chivilcoy, Arrecifes, Mercedes, Saladillo, La Plata y Avellaneda. Ampliación de la red del ferrocarril estatal de la provincia. Hospitales regionales en Bahía Blanca, Lobos, Pergamino, Junín y Zárate. Muelle de atraque en San Fernando, de 560 metros de largo. El estado provincial regía 2.000 escuelas primarias y 101 hospitales. No descuidó la adopción de medidas de profilaxis en aquellos lugares donde pudieran producirse epidemias debido a aglomeraciones accidentales, auspiciando también las distintas campañas realizadas por entidades científicas para contrarrestar los avances de enfermedades como la tuberculosis, avariosis, etc. La educación popular mereció preferente atención del gobierno que nos ocupa. El número de escuelas aumentó proporcionalmente al crecimiento de la inscripción en toda la provincia.
En 1927 lleva adelante un revalúo fiscal mediante el cual las compañías británicas estarían protegidas y beneficias por descuentos, exenciones impositivas, por un lapso de 50 años. Paralelamente nombró a varios miembros de la Sociedad Rural Argentina entre sus ministros logrando un convenio que pudiera permitir a los ganaderos locales con propiedades mayores a 20.000 hectáreas recibir una excepción impositiva por 30 años, lo que desfinanció la provincia y obligó a crear una docena de nuevos impuestos provinciales que recayeron principalmente sobre los pequeños chacareros provinciales y las clases medias urbanas. Con el tiempo se desató una crisis en la provincia que obligó a severos ajustes. Garantizando la continuidad de la Unión Cívica Radical en el gobierno de la provincia, el 30 de abril de 1930, el Dr. Valentín Vergara dejaba la primera magistratura de la Provincia de Buenos Aires en manos de su sucesor, Nereo Crovetto.
Sus palabras al finalizar su mandato fueron: “En el ejercicio del gobierno me he ajustado a los tres principios básicos que expresé al asumir: en lo político he tenido en cuenta la Constitución, a cuya sombra viven generosas todas las garantías y todas las libertades ciudadanas; en lo administrativo, he seguido el orden social; y en lo social la solidaridad y la igualdad”. Para finalizar diciendo que “El estado de Buenos Aires tiene constituida tal unidad y tal poderío económico y político que no habrá fuerza ni partido que pueda ya retrotraerlo al pasado”.

## Muerte
Decidió poner un paréntesis a su actividad política. Para tal fin, había comenzado a reacondicionar su residencia en Bahía Blanca para retomar su trabajo de abogado. Desde La Plata viajó a Paraguay para descansar, y luego fue a su ciudad natal, Diamante, donde después de una cacería, contrajo una neumonía de la que no pudo recuperarse. Falleció el 22 de septiembre de 1930. Fue sepultado en el cementerio de Chacarita, en Capital.

## Galería de fotos

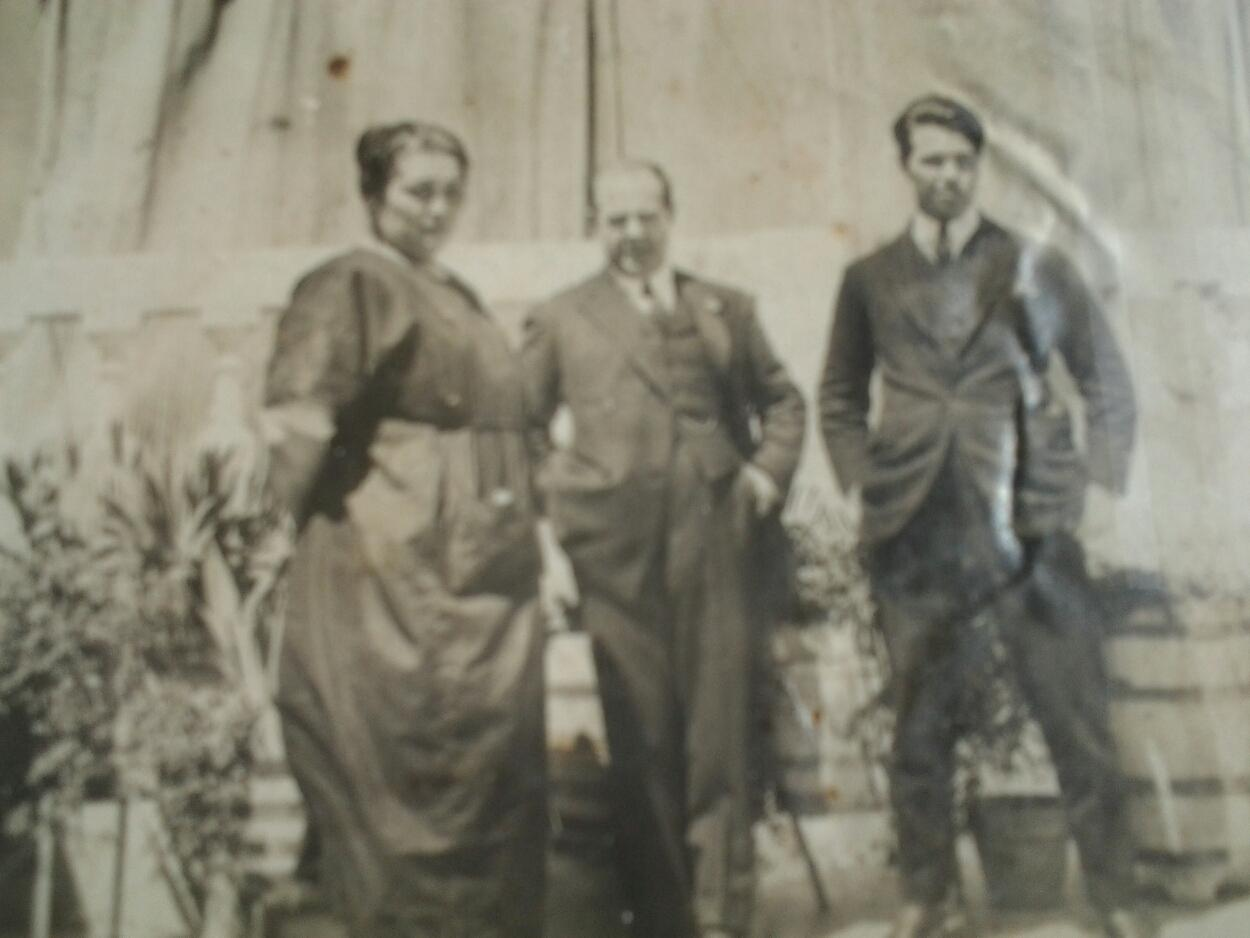
El Gobernador Vergara junto a su familia 1926
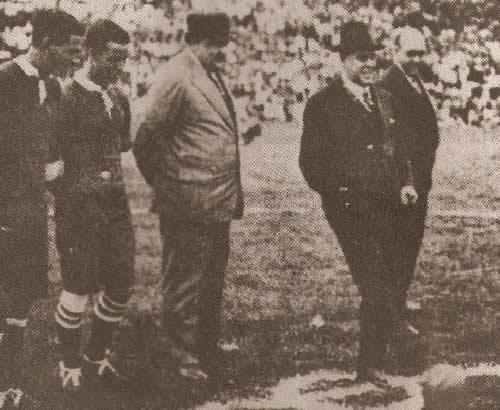
El Gobernador de la Prov. de Buenos Aires, Valentín Vergara, da el puntapié inicial del partido inaugural del nuevo estadio del Club Atlético Independiente el 4 de marzo de 1928
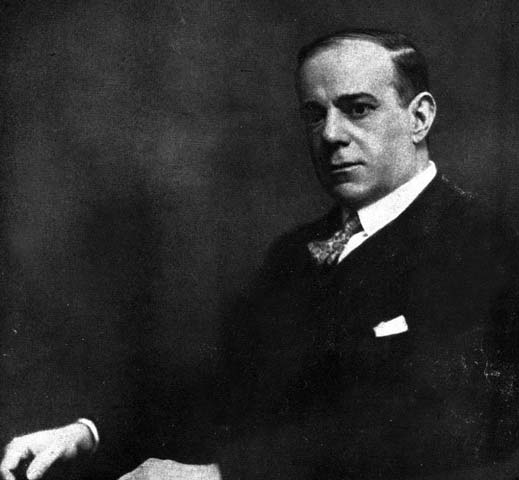
Gobernador Valentin Vergara, fotografía  realizada por Alberto J. Biasotti